# Luke Farrell
Pour les articles homonymes, voir Farrell.
Luke Farrell (né le 7 juin 1991 à Westlake, Ohio, États-Unis) est un lanceur droitier des de la Ligue majeure de baseball.
Luke Farrell est le fils de John Farrell, ancien joueur de baseball devenu entraîneur.

## Carrière
En 2009, à l'âge de 18 ans, Luke Farrell subit l'ablation chirurgicale d'un schwannome (une tumeur nerveuse bénigne) de la grosseur d'une balle de golf localisé près de l'artère carotide ; celui-ci menace d'endommager des nerfs du visage et du bras. La tumeur refait surface en 2011 et elle est cette fois traitée par radiothérapie.
Joueur des Wildcats de l'université Northwestern, Luke Farrell est choisi par les Royals de Kansas City au 6e tour de sélection du repêchage de 2013.
Farrell fait ses débuts dans le baseball majeur avec Kansas City le 1er juillet 2017. Lanceur partant face aux Twins du Minnesota, il connaît un premier match difficile, accordant 5 points avant d'être retiré du match après deux manches et deux tiers lancées. C'est son seul match joué pour les Royals, qui le transfèrent aux Dodgers de Los Angeles le 28 juillet 2017. Il ne joue pas pour les Dodgers et passe aux Reds de Cincinnati via le ballottage le 9 août 2017.